# Kostel svatého Mikuláše (Zdemyslice)
Kostel svatého Mikuláše je římskokatolický kostel ve Zdemyslicích. Od roku 1958 je chráněn jako kulturní památka.

## Historie
Obec Zdemyslice v údolí Úslavy je jedním z nejstarších, písemně doložených, sídel na Plzeňsku, neboť první písemná zmínka o obci pochází již z roku 1115, kdy obec příslušela ke kladrubskému klášteru. Později se stala majetkem kláštera nepomuckého.
Gotický kostel byl postaven pravděpodobně v polovině 14. století. K prvkům dochovaným do současnosti patří: klenba presbytáře, vítězný oblouk, okna presbytáře (s výjimkou severního) a zazděné okno v jižní stěně lodi. Písemně je zdemyslický kostel doložen k roku 1371 v souvislosti s tím, že opat nepomuckého kláštera jmenoval faráře ve Zdemyslicích. Kostel je rovněž uváděn v soupise farností českobudějovické diecéze z roku 1384.
V 18. století bylo kostel barokně upravován. Z té doby pochází pravděpodobně sakristie a ohradní zeď tehdejšího hřbitova.
Rozsáhlejší úpravy a přestavby v novogotickém slohu proběhly v 19. století. V roce 1833 byla provedena oprava kostela a podlaha vydlážděna cihlami. V rámci novogotických úprav byla prolomena okna lodi a v severní straně presbytáře. Novogoticky bylo upraveno celé západní průčelí lodi s malou věží. Nad lodí a presbytářem byl postaven nový krov. Přestavěný byl i strop lodi a vybudován byl rovněž chór se vnějším vstupem.
V roce 1927 po úderu blesku vyhořela věž kostela. V roce 1934 proběhla vnější i vnitřní oprava kostela. V roce 1938, v souvislosti se založením nového hřbitova na jižním okraji obce, byl uzavřen hřbitov u kostela.
Vnitřní vybavení kostela poničil v roce 1953 úmyslně založený požár. Poslední generální oprava kostela proběhla v letech 1992-1995.

## Stavební podoba
Kostel je původně prostá gotická jednolodní stavba s užším presbytářem uzavřeným třemi stranami pravoúhlého osmiúhelníka. Na západní průčelí kostela se v ose střechy tyčí nevelká věž. Hlavní loď má plochý strop a sedlovou střechu. Plochý strop má i sakristie na jižní straně.
Kostel ve Zdemyslicích stojí uprostřed bývalého hřbitova a je obklopen ohradní zdí. Na jižní straně této zdi se nachází vstupní branka a toskánský sloup se železným křížem z poloviny 19. století.

## Interiér kostela
Kvůli požáru z roku 1953 je vnitřní zařízení kostela převážně novodobé nebo nepůvodní; výjimkou je gotický velký kříž ze 16. století. Vzácný barokní hlavní oltář z roku 1719 byl zničen požárem a byl nahrazen oltářem dovezeným v roce 1954 z Českých Budějovic. Na tomto novodobém hlavním oltáři jsou umístěny sochy svatého Mikuláše a svatého Jana Nepomuckého z poloviny 18. století. Boční oltáře jsou barokní a pocházejí z doby kolem roku 1700. Varhany dodala v roce 1909 firma Tuček z Kutné Hory a jsou dosud funkční.
Kostel míval dva zvony. V roce 1916 byl první z nich zabaven pro válečné účely. Druhý kostelní zvon, pocházející z roku 1765, byl rovněž zabaven a to v roce 1942. Po skončení války byl ale nalezen v Praze a znovu navrácen na věž kostela.

## Galerie

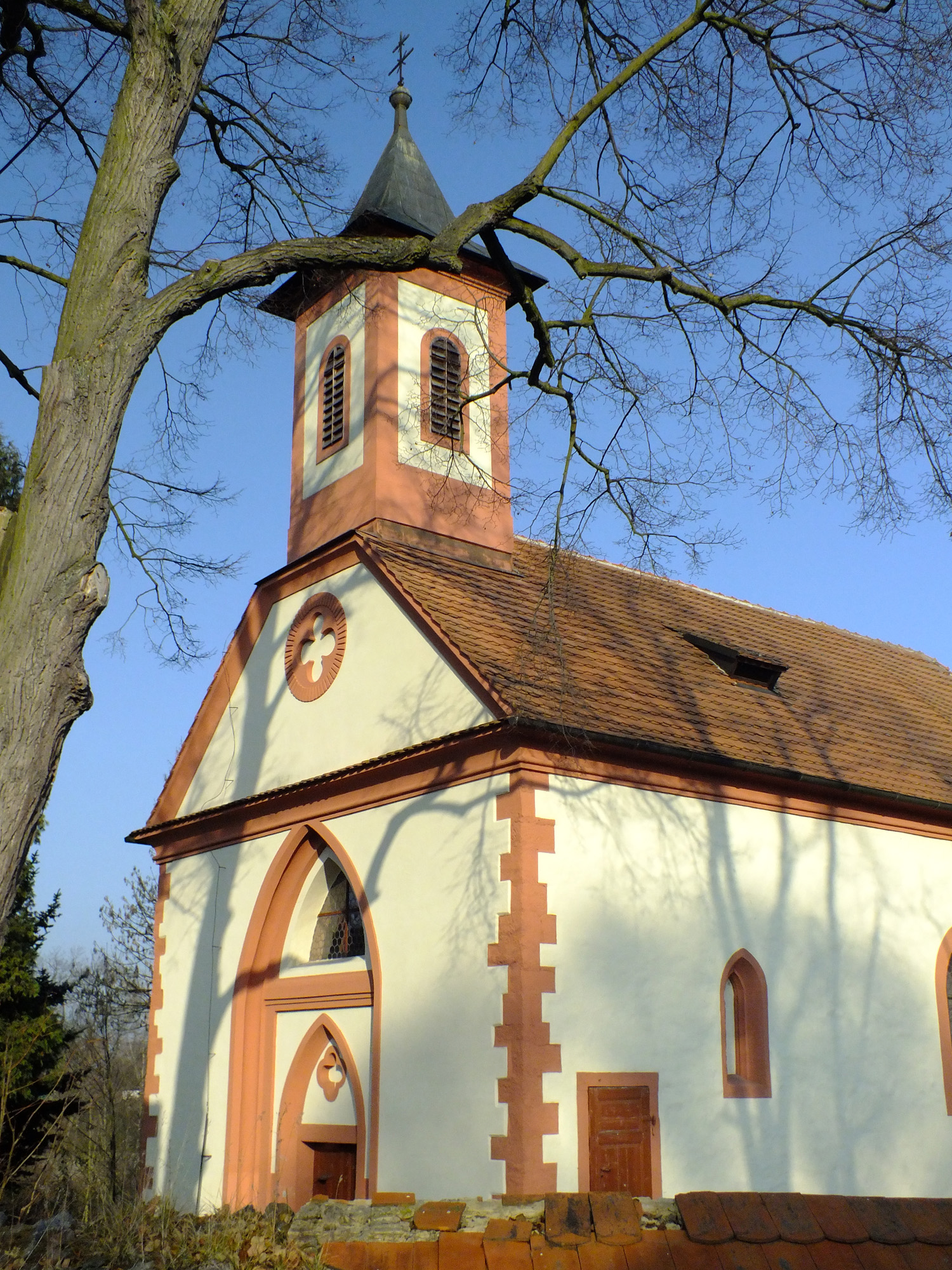
Pohled na západní průčelí s věží
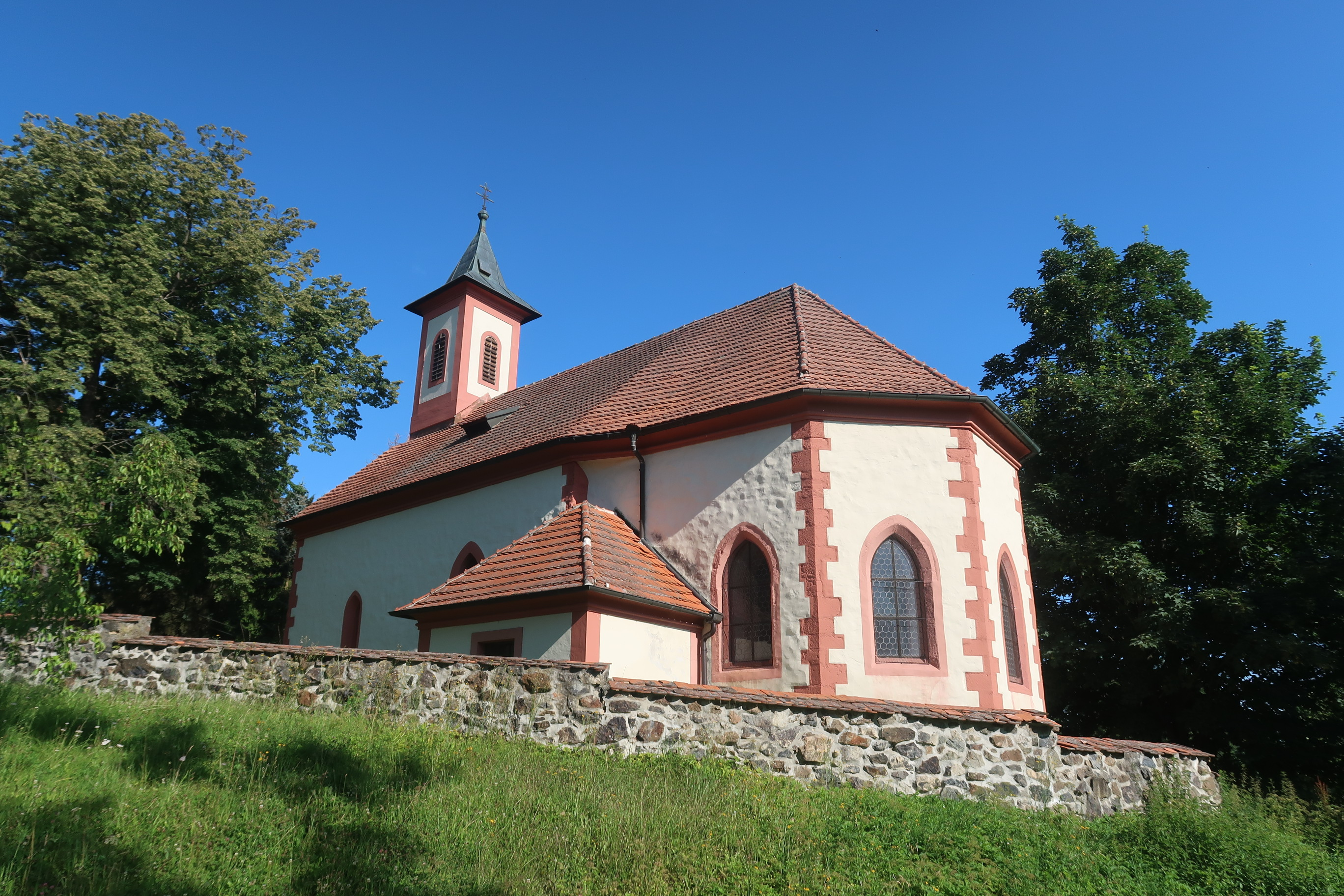
Pohled na kostel a kněžiště se sakristií od jihovýchodu
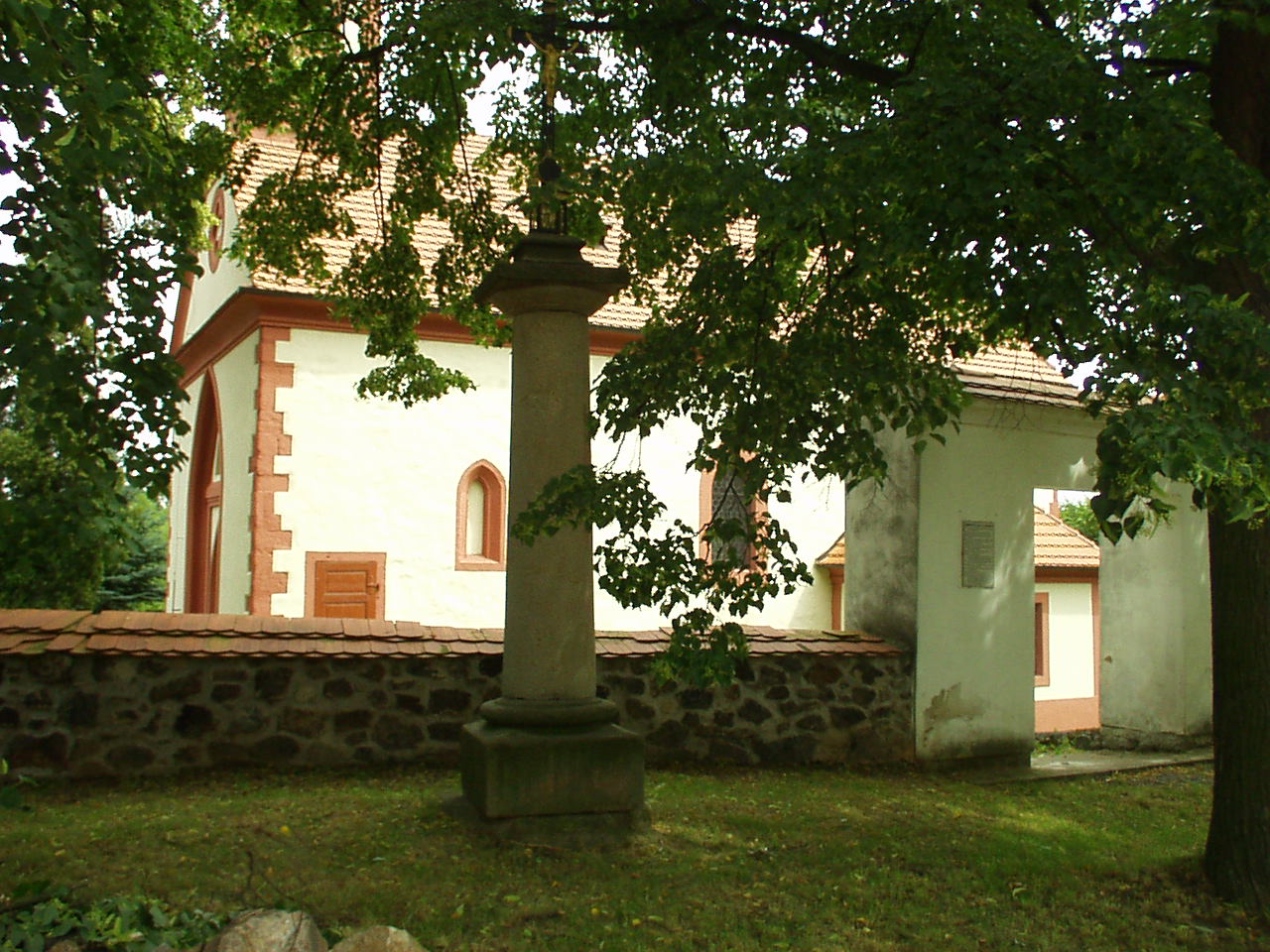
Pohled od jihu na toskánský sloup se železným křížem a ohradní zdí s brankou
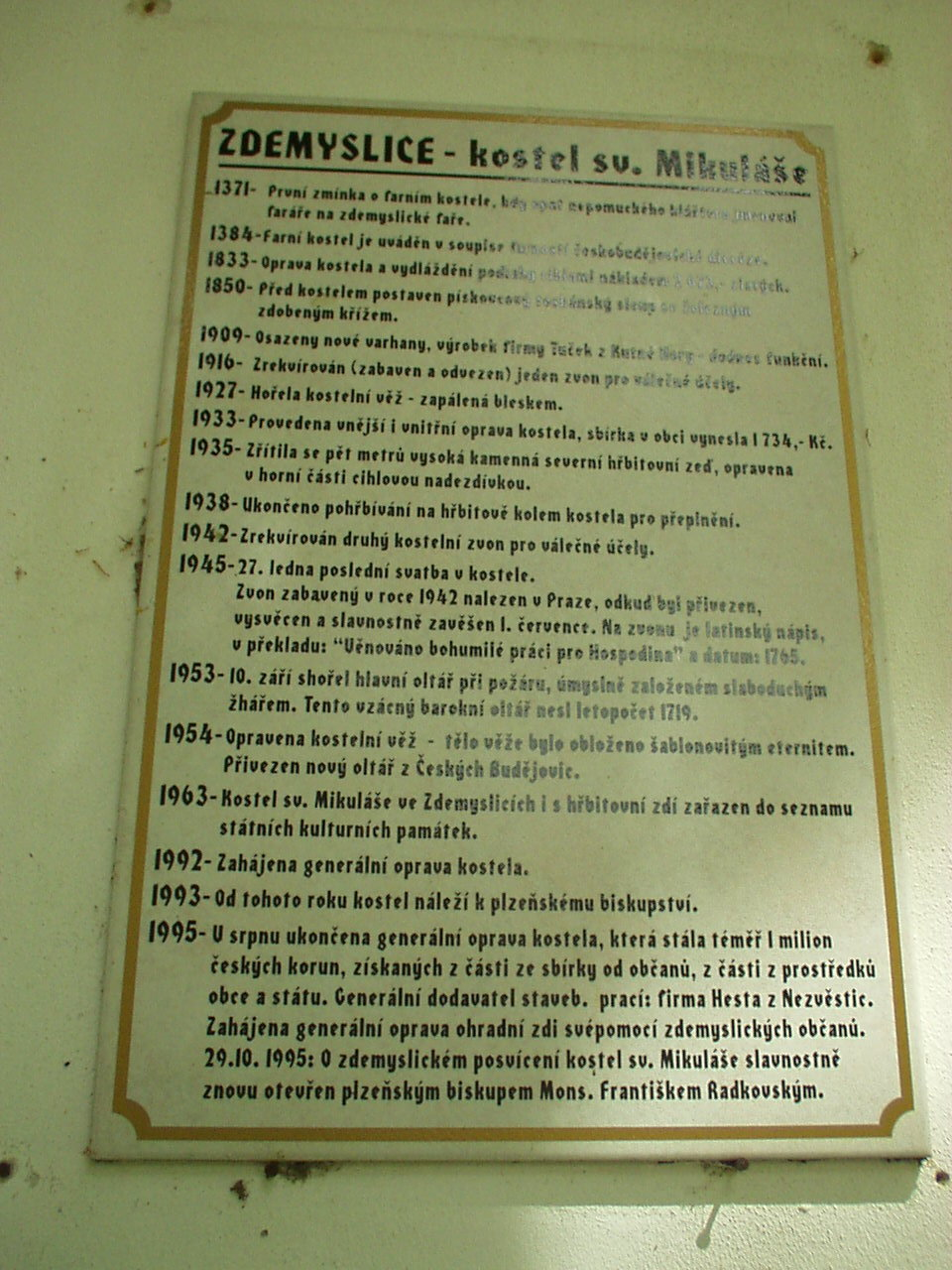
Tabule s informacemi o významných událostech v dějinách kostela